# Banda Cow Creek de la tribu d'indis Umpqua
La banda Cow Creek de la tribu d'indis Umpqua és una tribu reconeguda federalment d'amerindis dels Estats Units que té la seu del govern tribal a Canyonville, Oregon. La banda Cow Creek també és coneguda com a alt umpqua. La tribu pren el nom del Cow Creek, un tributari del riu South Umpqua. Segons el cens dels Estats Units del 2000 hi havia 691 individus censats en aquesta tribu.

## Orígens
La banda Cow Creek de la tribu d'indis umpqua va tenir l'origen com a entitat unificada pel Superintedent d'Afers Indis d'Oregon el 19 de setembre de 1853, quan fou signat un tractat entre els Estats Units i un grup de viles situades al llarg de Cow Creek, un tributari del South Fork del riu Umpqua. Actualment diverses entitats tribals diferents s'inclouen en aquest grup paraigua, incloent els alt umpqua targunsans, els milwaleta i potser els molales meridionals. L'aglomerat conegut pel govern com a "Banda Cow Creek" parla no menys de tres llengües ameríndies distintes.
Durant els temps anteriors al contacte amb els occidentals, les diverses entitats del grup Cow Creek eren caçadors-recol·lectors i migraven estacionalment, fent ús de campaments permanents d'hivern i movent els seus llogarets a la recerca de fonts d'aliment durant els mesos més càlids. Tanmateix, això va canviar sota els termes del tractat de 1853, tanmateix, quan la banda Cow Creek accedí a cedir 800 milles quadrades de territori al govern a canvi de 21 pagaments d'un total de 12.000$ i una reserva temporal situada a llurs terres tradicionals.
L'octubre de 1855 van esclatar les guerres Rogue River a la zona i els pobles de la banda Cow Creek s'aixoplugaren als turons, unint-se a altres que foren expulsades a la força de manera similar de les seves terres tradicionals per ser concentrades a la reserva Grand Ronde que es trobava al nord. Aquesta reubicació va resultar inevitable i el gener de 1856 el gruix del Cow Creek foren traslladats a Grand Ronde, molts d'ells obligats a caminar al costat dels 8 vagons assignats per al trasllat. Alguns refusaren marxar, la meitat dels milwaleta van morir de fam quan quedaren exposats als turons. Nombrosos amerindis foren morts durant incursions armades als turons a la recerca d'endarrerits.
El terreny muntanyós vora l'actual Canyonville va donar guariment a alguns, de manera que els esforços en maig de 1856 de l'Agent Indi d'Oregon James P. Day i en 1860 de l'Exèrcit dels Estats Units fallaren en aplegar els membres restants de la banda Cow Creek. Grups de voluntaris els van perseguir periòdicament durant el proper quart de segle perquè membres de la banda organitzaren periòdicament incursions contra el ramat dels colons angloamericans en un intent d'evitar la fam en un món en què llurs tradicional mètodes d'adquisició d'aliments ja no eren possibles.

## Reclamacions
En 1910 la banda Cow Creek Band va fer el seu primer intent de recuperar una part del seu territori tradicional a través del procediment legislatiu Es va aprovar un projecte de llei per compensar la tribu en 1932, només per ser vetada pel President dels Estats Units Herbert Hoover.
Els litigis començaren en 1937, amb la banda Cow Creek litigant com a part en el cas Rogue River Tribe of Indians v. United States (64 F. Supp. 339, Ct. Cl.). Es va dur a terme una segona audiència quatre anys més tard (89 F. Supp. 789, Ct. Cl.). Tanmateix només dues de les 17 tribus participants en aquests casos van tenir èxit i la reclamació de la banda Cow Creek fou rebutjada.
Seguiren dècades de litigis, marcades per una sèrie de derrotes legals basades en aspectes tècnics que envolten la Comissió de Reclamacions Índies. Això es va revertir el 26 de maig de 1980 quan fou aprovada legislació del Congrés dels Estats Units aplanant el camí per a un judici contra el govern sobre la base que la suma pagada pel govern federal per a les terres tribals era desmesuradament baix. Un llei del Congrés del 29 de desembre de 1982 garantí el reconeixement tribal formal de la banda Cow Creek.

## La banda Cow Creek avui
En el segle XXI la banda Cow Creek de la tribu d'indis Umpqua és una de les nou tribus d'Oregon reconegudes federalment i inclou uns 1.400 membres registrats.
Entre les iniciatives econòmiques de la banda Cow Creek és el Seven Feathers Hotel & Casino Resort, situat a Canyonville, Oregon.